# Ann Hall
Ann (ou Anne) Hall (1792–1863) est une peintre et miniaturiste américaine.
Ann Hall est décrite comme la peintre miniaturiste la plus active au début du XIXe siècle à New York, réputée pour ses portraits engageants, en particulier d'enfants et de jeunes mariées. Bien que nombre de ses compositions frappent le public moderne comme sentimentales, sa popularité au cours de sa vie et l'importance de sa carrière sont attestées par les prix élevés payés pour ses miniatures (souvent cinq cents dollars par commande) et son élection à l'Académie nationale de New York. Elle est reconnue pour avoir inspiré une renaissance dans la technique de la peinture de miniatures sur ivoire aux États-Unis.

## Jeunesse
Hall est née à Pomfret, Connecticut, la sixième des onze enfants survivants de Jonathan (ou John) Hall, un éminent médecin, et de sa femme, Bathesheba Mumford. Son talent artistique considérable est encouragé par sa famille et à un jeune âge, elle expérimente plusieurs techniques différentes, notamment la découpe de silhouettes, le modelage de personnages en cire et l'exécution de tableaux de fleurs et de natures mortes à l'aquarelle et au crayon.

## Formation et début de carrière
Hall visite la maison de la famille de sa mère à Newport, Rhode Island avec une sœur aînée. Là, elle apprend à dessiner et à peindre à l'huile et à réaliser des miniatures à l'aquarelle sur ivoire auprès de Samuel King, l'un des professeurs de Gilbert Stuart,.
Vers 1808, Hall se rend à New York pour étudier la peinture à l'huile avec Alexander Robertson. Pendant son séjour dans son atelier, elle voit l'exposition temporaire de peintures de maîtres anciens de la collection du colonel John Trumbull, peintre et secrétaire privé de John Jay, qui a été constituée lorsque Trumbull était à Londres et à Paris. Hall étudie également les maîtres anciens de la collection de son frère Charles Henry Hall, un homme d'affaires qui voyage fréquemment en Europe et a acquis un groupe d'aquarelles, de miniatures de portraits et de peintures à l'huile à l'étranger, notamment une série de copies d'après des compositions originales de maîtres italiens comme le Tintoret et Guido Reni,. Comme Charlotte Streifer Rubinstein l'a observé, ce qui est décrit par les critiques comme la "couleur brillante" de l'ancien maître "de ses miniatures résulte de son étude approfondie de l'art moderne primitif. Son intérêt pour la peinture de maîtres anciens l'inspire également à adapter des éléments de composition complexes à plusieurs figures dérivés de peintures religieuses européennes à des portraits de groupe; comme l'a noté l'un de ses premiers biographes, ses portraits d'enfants ressemblaient à «des bouquets élégants et bien arrangés».

## Carrière
En 1817, Hall participe à des expositions à l'Académie américaine des beaux-arts. La plupart de ses premières soumissions sont des miniatures représentant des membres de la famille, comme le portrait de groupe "Ann Hall, Her Sister Eliza Hall Ward, and Her Nephew Henry Hall Ward" de 1828 actuellement dans la collection de la New-York Historical Society. Au milieu des années 1820, elle s'installe à New York. Elle vit avec sa sœur Eliza Hall Ward, qui est également une peintre de renom, et le mari d'Eliza, Henry Ward, dans leur manoir au 23 Bond Street, bien que Hall fasse de fréquents voyages à Boston,. La maison d'Eliza est un centre de culture ainsi que le lieu de rencontre du Hone Club. De nombreux sommités new-yorkaises des années 1820, 1830 et 1840 qui rendent visite à Eliza et à son mari posent pour Ann, élargissant le cercle de mécènes et de admirateurs de l'artiste.
Hall est admise à l'Académie américaine des beaux-arts récemment créée en tant que membre associé en 1828 et cinq ans plus tard, elle est élue - par un vote unanime - membre à part entière, la première femme à obtenir cet honneur et la seule femme à être admise à la Académie avant 1900. Cependant, elle n'est pas encouragée à jouer un rôle actif dans la gouvernance de l'institution et ne vient jamais aux réunions de l'Académie, sauf à une occasion où sa présence est requise pour atteindre un quorum. Pourtant, elle continue à exposer dans les expositions annuelles de l'institution jusqu'en 1852, et une gravure populaire réalisée par E. Gallaudet est réalisée d'après la miniature de Hall de Garafilia Mohalbi. Mohalbi a été capturée à l'âge de sept ans par les Turcs pendant la guerre d'indépendance grecque et est rachetée par un marchand américain qui la fait venir à Boston en 1827 pour être élevée avec sa famille,. Mohalbi est morte en 1830 à l'âge de 13 ans.
Elle a un atelier au dernier étage de la maison de sa sœur et réalise surtout des portraits de femmes et d'enfants. Ses clients sont de riches résidents de New York qui lui versent jusqu'à 500 dollars par œuvre.

## Décès
Hall ne s'est jamais mariée et est décédée à l'âge de soixante et onze ans dans la maison de sa sœur, connue sous le nom de Henry Hall Ward Mansion du vivant du fils d'Eliza. Elle est enterrée au Cimetière de Green-Wood à Brooklyn, New York. On estime que Hall laisse à ses héritiers une succession de 100 000 $, une fortune gagnée uniquement grâce à ses œuvres. Bien que les lettres survivantes suggèrent que plusieurs miniaturistes amateurs ont demandé à étudier dans son atelier, aucun étudiant n'est enregistré. L'intérêt pour son travail est ravivé lorsque le manoir Henry Hall Ward est vendu aux enchères en décembre 1904 et plusieurs de ses miniatures sont découvertes entreposées dans le grenier du manoir.

## Sources
- Metropolitan Museum of Art (New York, N.Y.), Carrie Rebora Barratt et Lori Zabar, American Portrait Miniatures in the Metropolitan Museum of Art, Metropolitan Museum of Art, 1er janvier 2010 (ISBN 978-1-58839-357-9, lire en ligne), p. 133
- Dunlap, William, A History of the Rise and Progress of the Arts of Design in the United States (revised ed.), vol. 3, Boston, C.E. Goodspeed & Co., 1918
- « End of Old Estate: Three Dwellings, Including the Famous Ward Mansion, to Be Sold at Auction », The Globe and Commercial Advertiser,‎ 14 décembre 1904
- Elizabeth Fries Ellet, Women Artists in All Ages and Countries, Richard Bentley, 1859 (lire en ligne)
- Hale, Sarah Josepha Buell, Woman's Record: Or, Sketches of All Distinguished Women, from the Creation to A.D. 1868. Arranged in Four Eras, with Selections from Authoresses of Each Era, Harper, 1874 (lire en ligne)
- Kort, Carol et Sonneborn, Liz, A to Z of American Women in the Visual Arts, Infobase Publishing, 1er janvier 2002, 90–91 p. (ISBN 978-1-4381-0791-2, lire en ligne)
- Larned, Ellen Douglas, Historic gleanings in Windham County, Connecticut, Preston and Rounds company, 1899 (lire en ligne), 216
- McCabe, Lida Rose, « Anne Hall, Miniaturist, First American Woman 'N. A.' », The New York Times,‎ 28 mai 1905
- Metropolitan Museum, « Attributed to Anne Hall: Mrs. William Beekman Ver Planck and Her Son William Beekman Ver Planck" (67.263) », In Heilbrunn Timeline of Art History, New York, The Metropolitan Museum of Art, 2000
- Charlotte Streifer Rubinstein, American Women Artists: From the Early Indian Times to the Present, G.K. Hall, 1982 (ISBN 9780816185351, lire en ligne ), 43